# Maximillian Johann Nepomuk Fellner
Maximilian Johann Nepomuk Fellner ( ca. 1730 - ca. 1790) fue un botánico, y micólogo austríaco.

## Algunas publicaciones
- 1775. Dissertatio inauguralis medica sistens prodromum ad historiam fungorum agri vindobonensis .... Ed. Viennae, J.T.N. de Trattnern

## Honores

### Eponimia
- (Cactaceae) Mammillaria fellneri C.Ehrenb.[1]
- La abreviatura «Fellner» se emplea para indicar a Maximillian Johann Nepomuk Fellner como autoridad en la descripción y clasificación científica de los vegetales.[2]